# Tethygeneia longleyi
Tethygeneia longleyi is een vlokreeftensoort uit de familie van de Pontogeneiidae. De wetenschappelijke naam van de soort is voor het eerst geldig gepubliceerd in 1933 door Clarence Raymond Shoemaker.